# Rábcakapi
Rábcakapi (kroatisch Kuopje) ist eine ungarische Gemeinde im Kreis Csorna im Komitat Győr-Moson-Sopron.

## Geografische Lage
Rábcakapi liegt gut zehn Kilometer nordöstlich der Stadt Csorna, ein Kilometer vom Fluss Rábca entfernt. Nachbargemeinden sind Cakóháza, Tárnokréti und Bősárkány.
Nördlich des Ortes mündet der Einser-Kanal in die Rabnitz.

## Gemeindepartnerschaft
- Mărcușa, Rumänien, seit 2006

## Sehenswürdigkeiten
- Denkmal zur 800-Jahr-Feier, erschaffen 2009 von László Bujtás
- Evangelische Kirche, erbaut 1719
- Heimatmuseum (Tájház)

## Verkehr
In Rábcakapi treffen die Landstraßen Nr. 8509 und Nr. 8529 aufeinander. Der nächstgelegene Bahnhof befindet sich südwestlich in Bősárkány.